# Міжрелігійний шлюб
Міжрелігійний шлюб, який іноді називають «різнорелігійним шлюбом» або «змішаним шлюбом», — шлюб між подружжям, які сповідують різні релігії. Хоча міжрелігійні шлюби часто укладаються як цивільні шлюби, у деяких випадках вони можуть бути встановлені як релігійні шлюби. Це залежить від релігійної доктрини кожної з релігій обох сторін; деякі забороняють міжрелігійні шлюби, а серед інших існують різні ступені допустимості.
Кілька основних релігій мовчать про це питання, а інші допускають це з вимогами церемонії та звичаїв. Для етнорелігійних груп опір міжрелігійним шлюбам може бути формою самосегрегації.
У міжрелігійному шлюбі кожен партнер зазвичай дотримується власної релігії. Одне питання, яке може виникнути в таких союзах, — це вибір віри, в якій виховувати дітей.

## Правовий статус

### Права людини
Згідно зі статтею 16 Загальної декларації прав людини чоловіки та жінки, які досягли повноліття, мають право одружуватися «без будь-яких обмежень за ознаками раси, національності чи релігії». Хоча більшу частину статті 16 дослівно включено до статті 23 Міжнародного пакту про громадянські та політичні права, посилання на релігійні та расові обмеження опущено. Стаття 17, пункт 2 Американської конвенції з прав людини говорить, що всі чоловіки та жінки мають право одружитися відповідно до умов національного законодавства, «якщо такі умови не впливають на принцип недискримінації, встановлений цією Конвенцією».

### США
За даними дослідницького центру Pew Research Center Religious Landscape Study, міжрелігійні шлюби стали все більш поширеними в Сполучених Штатах протягом останніх десятиліть. Тоді як серед шлюбів, укладених до 1960 року, 81 % шлюбів були між подружжям однієї релігійної конфесії, 11 % були між подружжям різних християнських конфесій, 5 % були між християнином і релігійно непов'язаним подружжям і 3 % були іншими змішаними формами міжрелігійних шлюбів, відповідні показники шлюбів, укладених у період 2010—2014 років, становили 61 %, 15 %, 18 % та 6 %. Міжрелігійні шлюби найменш поширені серед індуїстів, мормонів і мусульман, і найбільш поширені серед релігійно не пов'язаних людей, переважно протестантів і євреїв.
Джоан Букок Лі, єпископальна британська американська актриса, яка була одружена з єврейсько-американським автором коміксів Стеном Лі до своєї смерті, заявила, що пара зіткнулася з труднощами з усиновленням дитини в Сполучених Штатах середини ХХ століття.

### Індія
Міжрелігійні шлюби викликають суперечки в деяких регіонах, особливо несхвалення стосунків між індуїстами та мусульманами. Реклама та фільми, що зображують індусько-мусульманські стосунки, викликали осуд і судові позови. Індусько-мусульманські пари зазнавали переслідувань, зокрема публікували особисті дані в соціальних мережах. У 2020 і 2021 роках кілька індійських штатів з урядом Бгаратія джаната парті ухвалили закони, які забороняють примусове навернення, вимагають повідомлення про намір одружитися та період очікування, а також дозволяють будь-кому заперечувати проти союзу. Міжрелігійні шлюби сприймалися як ознака примусового навернення, незважаючи на те, що деякі особи заявляли, що вони не будуть навертатися, щоб одружитися. Закони використовувалися для арешту, а в деяких випадках і для катувань чоловіків-мусульман, які одружилися з жінками-індусками. Побоюючись насильства з боку пильності та зіткнувшись із тривалими затримками та відмовою від співпраці з юристами та урядовцями, деякі пари втекли до інших штатів, щоб одружитися, часто втрачаючи роботу. У серпні 2021 року Верховний суд Гуджарату обмежив сферу дії закону цього штату на підставі свободи віросповідання.

### Саудівська Аравія
Релігія в Саудівській Аравії сильно обмежена, державною релігією є ваххабітський іслам. Публічні святкування або пропаганда будь-якої іншої релігії, як правило, заборонені.

### Ізраїль
В Ізраїлі шлюби укладаються уповноваженими релігійними органами. Таким чином, більшість міжрелігійних шлюбів де-факто не укладаються без визнаного навернення. Ця система значною мірою є продовженням османської системи Мілет, у якій різним громадам було дозволено контролювати власні внутрішні справи. У релігії друзів немає шлюбу між друзами та недрузами, а в традиційному юдаїзмі немає шлюбу між євреєм та язичником. Таким чином, міжрелігійні шлюби, в яких один із подружжя є євреєм або друзом, не визнаються державою. Мусульманські каді іноді проводять церемонію одруження мусульманина з єврейкою чи християнкою, а християнські священики в особливих випадках здійснюють церемонію одруження християнки чи християнки з нехристиянкою, а в інших випадках вони визнаються заднім числом, і в будь-якому випадку держава визнає ці шлюби. Визнаються всі міжрелігійні шлюби, укладені в інших країнах. Hitbolelut, що означає асиміляція на івриті, це термін, який використовується переважно для упередженого позначення євреїв, які одружуються за межами єврейського народу. Цей термін має сильний резонанс в Ізраїлі та серед багатьох євреїв у всьому світі, оскільки одруження за межами країни історично означало залишити єврейську громаду поглиненою панівною культурою.
Можливо, через ці норми міжрелігійні шлюби між євреєм і неєвреєм в Ізраїлі надзвичайно рідкісні. Одне дослідження Дослідницького центр П'ю, проведене в 2014—2015 роках, показало, що лише близько 2 % євреїв перебувають у міжрелігійному шлюбі. Крім того, близько 97 % євреїв у тому самому місці заявили, що вони були б не зовсім задоволені, якщо б їхня дитина вийшла заміж за мусульманина, тоді як 89 % висловили подібну думку, коли їх запитали про гіпотетичний шлюб з християнином.

## За віросповіданням

### Віра Бахаї
Відповідно до Віри Базаї, усі релігії натхненні Богом, і міжрелігійні шлюби дозволені. Церемонію бахаї слід проводити за обрядом (або церемонією) не бахаї. Якщо проводяться обидві церемонії, то небахаїстська церемонія не повинна позбавляти недійсності бахаїстську; партнер-бахаїст залишається бахаїстом і не приймає релігію іншого партнера в церемонії. Партнер бахаї також повинен утримуватися від клятв (або заяв), які зобов'язують його визнати віру в іншу релігію або суперечать принципам Віри Бахаї. Обидві церемонії слід проводити в один день; їхній порядок не має значення. Церемонія бахаї може бути проведена в місці поклоніння іншої релігії, якщо до неї ставляться так само шанобливо, як і до не-бахаїстської церемонії, і вона чітко відрізняється від не-бахаїстської церемонії.

### Християнство

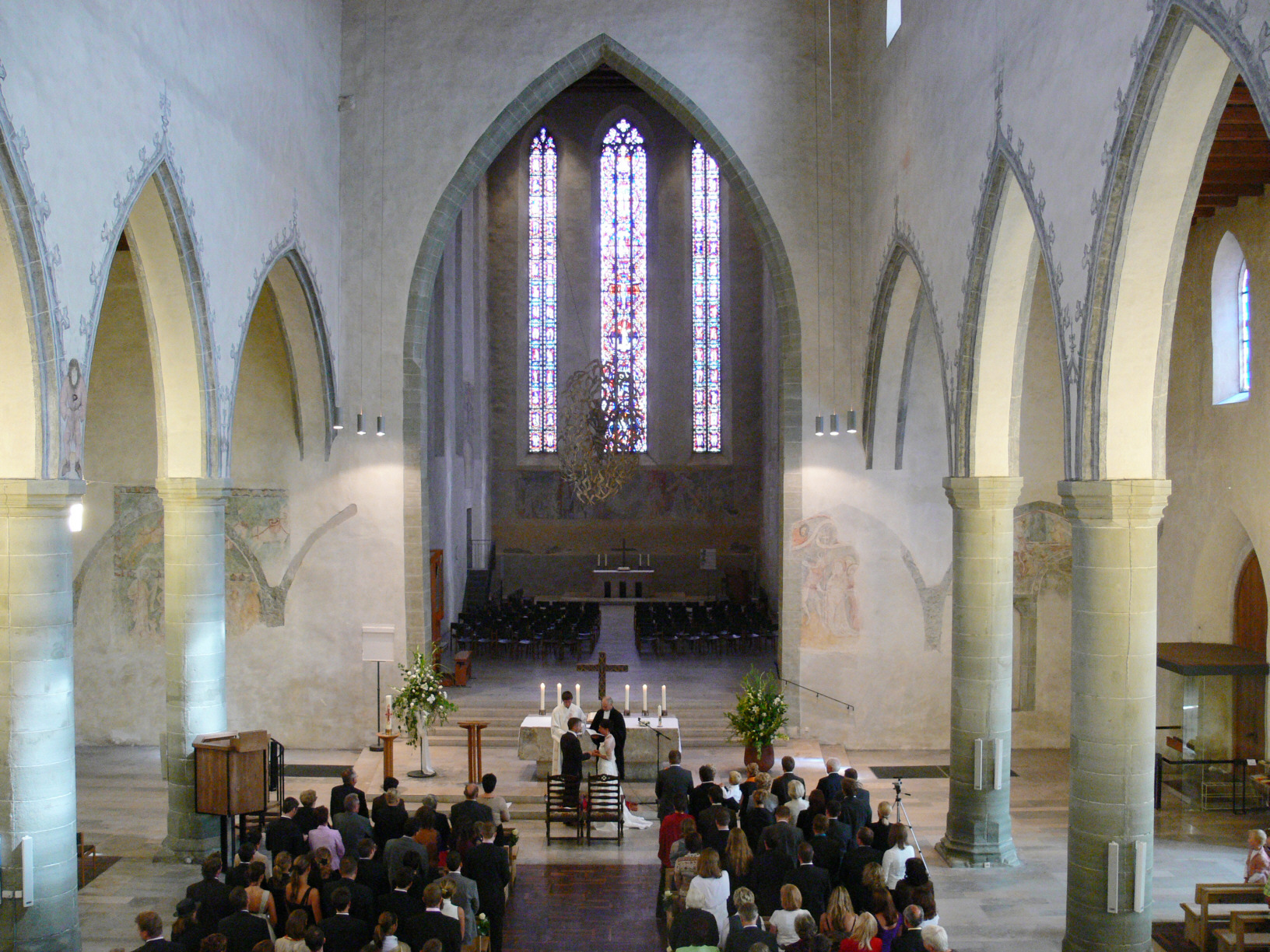
Лютеранський пастор у Німеччині вінчає молоду пару в церкві.

У християнстві міжрелігійним шлюбом є шлюб між християнином і нехристиянином (наприклад, весілля між християнином і єврейкою, або між християнкою та мусульманином); слід розрізняти міжконфесійний шлюб, у якому одружуються двоє хрещених християн, які належать до двох різних християнських конфесій (наприклад, весілля між лютеранином і католиком). Майже всі християнські конфесії дозволяють міжконфесійні шлюби, хоча щодо міжрелігійних шлюбів багато християнських конфесій застерігають від цього, посилаючись на вірші з християнської Біблії, такі як [[|2 До Коринтян]] 6:14-15KJV, тоді як деякі християнські деномінації допускають міжрелігійні шлюби, які згадується в [[|1 До Коринтян]] 7:14-15KJV, вірші, де святий Павло звертається до спочатку нехристиянських пар, у яких один із подружжя став християнином після укладення шлюбу. Ранні Отці Церкви погоджувалися з тим, що «міжрелігійний шлюб підривав еклезіологічну цілісність християнської спільноти», хоча, коли християнство швидко поширювалося, серед нехристиянських пар виникали випадки, коли одна особа наверталася до християнства; Апостольська традиція, ранньохристиянський церковний орден, посилається на таке міжрелігійне подружжя у своїх інструкціях щодо християнської молитви в сім встановлених часів молитви та обмивання перед ними, зазначаючи:
Близько опівночі встаньте, помийте руки водою і помоліться. Якщо ви одружені, моліться разом. Але якщо ваш чоловік або дружина ще не хрещені, вийдіть в іншу кімнату, щоб помолитися, а потім поверніться в ліжко. Не соромтеся молитися, бо той, хто вступив у шлюбні стосунки, не є нечистим.
Ранньохристиянський собор в Ельвірі забороняв міжрелігійні шлюби, «незалежно від того, наскільки мало відповідних чоловіків, бо такі шлюби ведуть до перелюбу душі». Церква Сходу на Селевкійсько-Ктесифонському Соборі в 410 році нашої ери постановила, що «християнки не повинні одружуватися за межами релігії», хоча це дозволяло християнським чоловікам одружуватися з «жінками всіх націй» (neshē men kul 'ammin), щоб християнські чоловіки «навчали їх на шляхи християнства». Культурний контекст того часу передбачав, що діти подружжя будуть слідувати релігії батька. Синод Ельвіри заборонив батькам-християнам, які дозволяли своїм донькам виходити заміж за невіруючих, приступати до Святого Причастя «навіть у час смерті».
У Пресвітеріанській церкві (США) місцева церковна конгрегація має завдання підтримувати та залучати міжконфесійну пару до життя Церкви, «допомагати батькам узяти на себе зобов'язання щодо духовного виховання своїх дітей і жити відповідно до них», а також включно з дітьми міжконфесійної пари. Пастор повинен бути доступним, щоб допомогти і надати пораду міжконфесійній парі на її життєвому шляху.
Католицька Церква визнає таїнствами (1) шлюби між двома хрещеними протестантами або між двома хрещеними православними християнами, а також (2) шлюби між хрещеними християнами-некатоликами та християнами-католиками, хоча в останньому випадку згода необхідно отримати від єпархіального єпископа, що називається «дозвіл на вступ у змішаний шлюб». Для ілюстрації (1), наприклад, «якщо два лютерани одружуються в лютеранській церкві в присутності лютеранського служителя, католицька церква визнає це дійсним таїнством шлюбу». З іншого боку, хоча католицька церква визнає шлюби між двома нехристиянами або шлюби між католиком і нехристиянином, вони не вважаються сакраментальними, і в останньому випадку християнин-католик повинен прагнути дозвіл свого єпископа на шлюб; цей дозвіл відомий як «звільнення від невідповідності культу».
У «Методистському християнстві» 2014 року в Дисциплінарній книзі Allegheny Wesleyan Methodist Connection забороняється укладати міжконфесійні шлюби, стверджуючи: «Багато християн одружилися з ненаверненими особами. Це мало погані наслідки; вони або перешкоджали на все життя, або повернулися до загибелі». Хоча Об'єднана методистська церква уповноважує своє духовенство головувати на міжконфесійних шлюбах, вона зазначає, що [[|2 до Коринтян]] 6:14KJV тлумачиться «як щонайменше ідеальна, якщо не абсолютна заборона на такі [міжконфесійні] шлюби як питання Біблії. вірність, якщо не як питання виживання християнина». У той же час, для тих, хто вже перебуває у міжконфесійному шлюбі (включаючи випадки, коли є нехристиянська пара і одна сторона навертається на християнство після шлюбу), Церква зазначає, що святий Павло «звертається до осіб, які одружені з невіруючими та заохочує їх залишатися одруженими» (див. [[|1 до Коринтян]] 7:12-16KJV). Весліанська асоціація святості церков навчає, що «одруження християнина з невіруючою не відповідає біблійним вимогам. Якщо хтось одружується з ненаверненою стороною і за цим виникають проблеми, він/вона не може звинувачувати Бога у своїх неправомірних діях, але повинен розраховувати заплатити покарання, оскільки шлюбна угода є морально зобов'язуючою до тих пір, поки обидва живі, і, отже, її не можна розірвати за бажанням» ([[|1 до Коринтян]] 7:39KJV).

### Індуїзм
В індуїзмі такі тексти, як Веди, не містять жодних поглядів на міжконфесійні шлюби через розрізнення між людьми різних релігій. Це пояснюється тим, що в стародавній період під час їх створення не було іншої відомої релігії. Такі книги законів, як «Ману-Смріті», «Яджнавалкья-Смріті» та «Парашара-Смріті», говорять про правила шлюбу між різними кулами та готрами, тобто шлюбом поза варною. Відповідно до системи варн, шлюб зазвичай укладається між двома особами однієї варни. Шлюби між чоловіками вищого походження та жінками нижчого походження (анулома) були санкціоновані, але шлюби між чоловіками нижчого походження та жінками вищого походження (пратілома) були неприйнятними. Стародавня індуїстська література виділяє чотири варни: брахмани, кшатрії, вайш'ї та шудри. Проте Закон про індуїстський шлюб вимагає, щоб наречена та наречений належали лише до індуїзму, сикхізму, джайнізму, буддизму, за винятком неіндійських релігій, і якщо будь-яка з двох сторін навернеться до будь-якої неіндуїстської чи неіндуїстської релігії за ведичною релігією, шлюб автоматично стає недійсним.

### Іслам
У той час як законність міжрелігійних шлюбів різниться в сучасних країнах з мусульманською більшістю, у традиційній ісламській культурі та традиційному ісламському праві жінкам-мусульманкам заборонено виходити заміж за чоловіків-немусульман, тоді як чоловікам-мусульманам дозволяється одружуватися з християнками чи єврейками. Чоловікам-мусульманам дозволено одружуватися з єврейками чи християнками, але не з жінками-політеїстками (Коран 5:5). У випадку мусульмансько-християнського шлюбу, який укладається лише після дозволу християнської сторони, християнському подружжю не можна перешкоджати відвідувати церкву для молитви та богослужіння, відповідно до Аштинаме Мухаммада, договору між мусульманами і християни, записані між Мухаммедом і монастирем святої Катерини.

З іншого боку, за традиційним розумінням міжконфесійного шлюбу в ісламі, мусульманським жінкам заборонено виходити заміж за чоловіків-немусульман на основі ісламського права. Коран говорить:
Не одружуйся з багатобожницею, доки вона не увірує; рабиня, що увірувала, краща за багатобожницю, хоч би вона й зваблювала тебе; не виходь (своїх дівчат) заміж за багатобожника, доки він не увірує: Чоловік-раб, який увірував, кращий за чоловіка-багатобожника, хоча він і вабить вас. Вони (але) кличуть вас до вогню. Але Бог кличе Своєю Милістю до Саду (блаженства) і прощення, і робить Свої Знаки ясними для людей, щоб вони зрозуміли.— Коран 2:221
О ті, які вірують! Коли до вас приходять віруючі жінки-біженки, то випробовуйте їх (і випробовуйте): Бог краще знає про їхню віру; якщо ви переконаєтеся, що вони - віруючі, то не відсилайте їх назад до невіруючих. Вони не є законними дружинами для невіруючих, і невіруючі не є законними чоловіками для них.— Коран 60:10
У деяких суспільствах поза традиційним дар аль-ісламом міжконфесійні шлюби між мусульманами та немусульманами не є рідкістю, включаючи шлюби, які суперечать історичному сунітському розумінню іджма (консенсусу факіг) щодо меж легітимності. Традиція реформістського і прогресивного ісламу, однак, дозволяє шлюб між жінками-мусульманками та чоловіками-немусульманами. Серед ісламських вчених, які не погоджуються з цією точкою зору, є Халіл Мухаммед, Даї Абдулла та Гасан Аль-Турабі. Ранні мусульманські юристи з найвидатніших шкіл ісламської юриспруденції постановили у фікгу, що шлюб мусульманина з християнкою чи єврейкою є макругом (не схваленим), якщо вони живуть у немусульманській країні. Умар ібн аль-Хаттаб (634—644) під час свого командування уммою заперечував міжконфесійні шлюби мусульманських чоловіків.
У багатьох країнах з мусульманською більшістю міжконфесійні шлюби дозволяються християнським або єврейським жінкам, але не християнським або єврейським чоловікам. У Лівані, наприклад, немає закону про цивільний особистий статус. Традиційно шлюби укладаються відповідно до конфесії, до якої належить подружжя. За світськими законами Туреччина дозволяє шлюби між мусульманками та немусульманами. У Тунісі з 16 вересня 2017 року мусульманки можуть законно виходити заміж за будь-якого чоловіка будь-якої віри або жодної. У Малайзії немусульманин повинен прийняти іслам, щоб одружитися з мусульманином, і нащадки таких союзів автоматично стають мусульманами.
Канадійський ісламолог Ахмад Кутті висловив несхвалення всіх міжконфесійних шлюбів, посилаючись на Умара. За словами канадійського вчителя ісламу Білала Філіпа, аят, який дозволяє чоловікам-мусульманам одружуватися з жінками-немусульманками, більше не діє з кількох причин (включаючи його неправильне тлумачення). Канадійський ісламолог Шабір Еллі також сказав, що для мусульманина є макрухом одружуватися не за релігією. Рух прогресивного ісламу дозволяє шлюб між жінками-мусульманками та чоловіками-немусульманами. Серед членів, які не погоджуються з цією точкою зору, є мусульманські вчені Халіл Мохаммед, Дайі Абдулла та Гасан Аль-Турабі.

### Юдаїзм
Міжрелігійний шлюб в юдаїзмі історично сприймався єврейськими лідерами неприхильно, і він залишається суперечливим. Талмуд і poskim забороняють неєвреям одружуватися з євреями та обговорюють, коли ця заборона походить від Тори, а коли — від рабинів. 1236 року Мойсей з Кусі закликав євреїв, які одружилися з християнками чи мусульманками, розлучитися з ними. У 1844 році Рабинська конференція Брауншвейгу дозволила євреям одружуватися з «будь-яким прихильником монотеїстичної релігії», якщо діти від шлюбу виховуються євреями. Ця конференція була суперечливою; одна з його резолюцій закликала членів скасувати молитву Коль Нідре, яка відкриває службу Йом Кіпур. Пізніше один учасник конференції змінив свою думку, ставши противником змішаних шлюбів.
Традиційний юдаїзм не розглядає шлюб між євреєм за походженням і наверненим як змішаний шлюб. Біблійні уривки, які очевидно підтримують змішані шлюби, такі як уривки Йосипа з Асенатом і Рут з Боазом, розглядалися класичними рабинами як такі, що відбулися після того, як чоловік-неєврей навернувся. Дехто все ще вважав, що ханаанеям заборонено одружуватися навіть після навернення, хоча це не обов'язково стосувалося їхніх дітей.
Ортодоксальний юдаїзм відмовляється приймати змішані шлюби і намагається уникати сприяння їм. Консервативний юдаїзм не санкціонує змішані шлюби, але заохочує прийняття неєврейського подружжя сім'єю в надії, що таке прийняття призведе до навернення подружжя в юдаїзм. У грудні 2014 року молодіжна організація Об'єднаної синагоги консервативного юдаїзму змінила обов'язкове правило про те, що її лідери не зустрічатимуться з неєвреями, замінивши його на «визнання важливості зустрічей у єврейській громаді».
Реформаторський і реконструкціоністський юдаїзм зазвичай не сприймає авторитет класичних рабинів; багато рабинів з цих деномінацій готові виконувати міжконфесійні шлюби, хоча деякі намагаються переконати змішані пари виховувати своїх дітей як євреїв. У 1870 році деякі євреї-реформатори опублікували думку про те, що змішані шлюби заборонені.
У 2015 році Реконструкційний рабинський коледж проголосував за прийняття студентів-рабинів у міжконфесійні стосунки, зробивши реконструкціоністський юдаїзм першим великим рухом в юдаїзмі, який дозволяє рабинам підтримувати стосунки з неєврейськими партнерами. Гуманістичний юдаїзм є нетеїстичною альтернативою в сучасному єврейському житті, що визначає юдаїзм як культурний та історичний досвід єврейського народу. Товариство гуманістичного іудаїзму відповідає на запитання: «Чи сприяють змішані шлюби загибелі юдаїзму?» на своєму веб-сайті: «Змішані шлюби є позитивним наслідком вільного та відкритого суспільства. Якщо єврейська громада відкрита, привітна, доброзичлива та плюралістична, ми заохочуватимемо більше людей ідентифікувати себе з єврейським народом, а не менше. Змішані шлюби можуть сприяти безперервність єврейського народу».
На початку ХІХ століття змішані шлюби були відносно рідкісними. Наприклад, менше 0,1 % євреїв Алжиру сповідували екзогамію. З початку ХХ століття кількість єврейських шлюбів зросла. У Сполучених Штатах з 1996 по 2001 рік майже половина (47 %) шлюбів за участю євреїв були змішаними шлюбами з неєврейськими партнерами (подібна частка — 44 % — як на початку ХХ століття в Новому Південному Уельсі).
В Ізраїлі релігійні органи влади, які є єдиними організаціями, уповноваженими проводити шллюби в Ізраїлі, можуть укладати шлюби лише в межах тієї релігії, до якої вони належать. Тому міжконфесійні пари зазвичай можуть одружуватися в Ізраїлі, лише якщо один із партнерів прийме релігію іншого. Міжконфесійні пари з Ізраїлю та Лівану, щоб укласти законний шлюб, часто їздять на Кіпр.

### Серерська релігія
У ортодоксальній релігії Серер (етнорелігійній вірі) міжконфесійні та міжрасові шлюби заборонені. Вигнання та позбавлення спадщини можуть бути застосовані до серера, який не підкоряється закону. Серер-Нун (підгрупа народу Серер) твердо дотримується цього вчення.

### Сикхізм
Незважаючи на те, що деякі ґурдвари дозволяють весілля між сикхами та не сикхами, переважна більшість виступає проти цього. Відповідно до сикхського «Рехат Маріада» (Кодексу поведінки) 1945 року в сикхській вірі не допускається міжконфесійний ананд карадж. 10-й сикхський гуру вказав у 52 хукамах гуру Гобінда Сінґха, що «дочка сикха повинна бути одружена з сикхом». 2014 року Рада сикхів у Великій Британії розробила послідовний підхід до шлюбів у Ґурдварах, де один із партнерів не має сикхського походження, після дворічних консультацій із комітетами сахібів Ґурдвара, організаціями сикхів та окремими особами. Отримані вказівки були схвалені Генеральною асамблеєю Ради сикхів Великої Британії 11 жовтня 2014 року. У них зазначено, що ґурдварам рекомендується переконатися, що обидві сторони весілля Ананда Караджа є сикхами, але якщо пара вирішує укласти цивільний шлюб, вони повинні отримати можливість провести Ардас, Сухмані Сахіб Пат, Акханд Пат або іншу службу, щоб відсвяткувати свій шлюб у присутності родини та друзів. Деякі ґурдвари дозволяють змішані шлюби, що призвело до суперечок.

### Зороастризм
Деякі традиційні зороастрійці в Індії не схвалюють і не заохочують міжконфесійні шлюби, а прихильників жінок, які одружуються поза вірою, часто вважають відлученими. Коли жінка-прихильниця виходить заміж за партнера з іншої релігії, вони проходять через ризик не мати можливості увійти до Храму Вогню та Аташ Бехрам. У минулому їхнім партнерам і дітям було заборонено входити в зороастрійські релігійні споруди. У наш час така традиція часто дотримується. Була знайдена лазівка, щоб уникнути такого вигнання: нащадки (особливо народжені поза шлюбом) чоловіка-парса та жінки-непарсі часто «усиновлювалися» батьком-парсом і мовчазно приймалися до релігії. Крім того, у кількох випадках, таких як Сюзанна Р. Д. Тата, незороастрійському подружжю було дозволено навернути зороастризм, пройшовши ритуал navjote. Міжконфесійні шлюби можуть викривляти демографічні показники зороастризму, оскільки кількість прихильників невелика.
За індійським законодавством (де живе більшість парсів), тільки батько дитини повинен бути зороастрійцем, щоб дитина (або діти) були прийняті у віру. Це було предметом дискусій, оскільки релігія пропагує гендерну рівність (яку закон порушує). Зороастрійці в Північній Америці та Європі порушують це правило, і дітей, чий батько не є зороастрійцем, приймають як зороастрійців.

## Духовна музика
У наш час різні композитори написали духовну музику для використання під час міжконфесійних шлюбних церемоній, зокрема:
- Джон Серрі старший[80]

## Подальше читання
- Interfaith Marriage: Share and Respect with Equality, Dr. Dilip Amin, Mount Meru publishing
- This is My Friend, This is My Beloved: A Pastoral Letter on Human Sexuality (Jewish) Elliot N. Dorff, The Rabbinical Assembly
- It All Begins with a Date: Jewish Concerns about Intermarriage: Jewish Concerns about Intermarriage, Alan Silverstein, Jason Aronson, 1995, ISBN 1-56821-542-8
- Leadership Council of Conservative Judaism, Statement on Intermarriage. Adopted on March 7, 1995
- 'Why Marry Jewish: Surprising Reasons for Jews to Marry Jews', Doron Kornbluth, [Targum/Feldheim], 2003, ISBN 1-56871-250-2
- 'Dear Rabbi, Why Can't I Marry Her?', Eliezer Shemtov, [Targum/Feldheim], 2006, ISBN 1-56871-410-6
- Strange Wives: Intermarriage in the biblical world, Stanley Ned Rosenbaum and Allen Secher, 2014, ISBN 0986322601
- Intimate Diversity: an Anglican Practical Theology of Interreligious Marriage, Paul Aidan Smith, [Brill], 2021, ISBN 978-90-04-46032-4
- Being Both: Embracing Two Religions in One Interfaith Family, Susan Katz Miller, 2013, ISBN 9780807013199